# 76-мм танковая пушка образца 1938 года (Л-10)
76-мм танковая пушка образца 1938 года (Л-10) — советская танковая пушка, разработанная в СКБ-4 Ленинградского Кировского завода конструктором И. А. Махановым.

## Особенности конструкции
Длина ствола: 26 калибров; начальная скорость снаряда: 555 м/с; бронепробиваемость бронебойным снарядом на расстоянии в 1000 м при угле встречи в 60° к нормали: 50 мм; клиновой полуавтоматический затвор.

## Применение
Пушки серийно устанавливались на танки Т-28, примерно на 19 малых речных бронекатерах проекта 1125  (на 1 июня 1941 года на КБФ числились 14 орудий), а также на некоторые танки Т-24, переданные в УР. На испытаниях произведено 1005 выстрелов из пушки, установленной в башне танка БТ-7А, но в крупную серию этот вариант не пошёл из-за тесноты в башне.
В 1938 году было изготовлено 30 орудий, еще 300 — в 1939.
Начиная с 1939 года и вплоть до окончания производства в 1940 году Т-28 вооружались 76,2-мм танковой пушкой Л-10. Всего ею вооружили 143 танка. Еще 96 машин получили ее в ходе ремонта и модернизации. Пушка Л-10 имела бо́льшую в сравнении с КТ-28 начальную скорость. Это существенно повысило боевые возможности танка, хотя по надёжности и удобству эксплуатации Л-10 уступала КТ-28. Кроме вновь производившихся машин, пушкой Л-10, взамен КТ-28, перевооружили около 80 танков, поступивших на Кировский завод для ремонта и модернизации. Точных данных об общем количестве танков, вооружённых пушками Л-10, нет, однако по имеющимся данным можно предположить, что к началу Великой Отечественной войны пушкой Л-10 были вооружены около 200 танков Т-28 (не считая обезличенных).
Для наведения орудия на цель использовались телескопический прицел ТОП образца 1930 года и перископический прицел ПТ-1 образца 1932 года.
Боекомплект пушки в Т-28 69 унитарных выстрелов в укладках на бортах корпуса (49 штук), в стойке на подвесном полике башни (8 шт.) и во вращающихся барабанных установках под сидениями командира и наводчика (по 6) (применение вращающейся боеукладки - характерная особенность танков Т-28 и Т-35). В боекомплект танков с пушками КТ-28 входили только осколочно-фугасные и шрапнельные снаряды, а танков с пушками Л-10 — также и бронебойные.
Пушка вначале устанавливалась в опытный танк Т-100, но была заменена на более совершенную Л-11.

## Боевое применение
Поскольку подавляющее большинство Л-10 было установлено на танках Т-28, то и боевое применение этих орудий в основном совпало с боевым применением этих танков, тем более что в документах Т-28, вооружённые Л-10, обычно не выделяли.

#### T-28 вЗимней войне
В то время в районе Сумма-Хотинен была расположена  20-я тяжёлая танковая бригада, вооружённая танками Т-28, бригада участвовала в боях на Карельском перешейке во время советско-финской войны 1939—1940 годов. В составе бригады 105 танков Т-28 и танки БТ-5, БТ-7, огнемётные танки, бронеавтомобили, грузовые машины и 2926 человек личного состава.
В ходе боёв на «Линии Маннергейма» танки Т-28 использовались по прямому назначению - для поддержки пехоты при прорыве укреплённых позиций противника. Применение Т-28 1930-х годов, в целом было успешным, особенно в сравнении с Т-26 и БТ. В частности, огневой мощи пушек Т-28 вполне хватало для эффективной борьбы с ДЗОТами и даже небольшими ДОТами, вооружёнными артиллерией, в частности, 37-мм пушками «Бофорс».
Роль 20-й ттбр в прорыве «Линии Маннергейма» трудно переоценить. Благодаря умелому и энергичному руководству, бригада сражалась эффективнее других частей. При этом удалось организовать хорошую координацию действий танковой бригады с другими родами войск.
В боях участвовали 172 танка Т-28 — 105 в 20-й ттбр на начало войны, и ещё 67 новых танков получено бригадой в процессе боевых действий.
Таким образом, применение Т-28 в Зимней войне показало, что при условии грамотного использования и хорошего снабжения запчастями эти танки являются мощной машиной.

### Т-28 вВеликой Отечественной войне
К лету 1941 года Т-28 уже морально устарел (особенно в сравнении с новым советским средним танком Т-34), но по вооружению танк превосходил все танки, имевшиеся в то время в вермахте.
Не все имевшиеся танки были боеготовы — сказывалась изношенность большинства машин и хроническая нехватка запчастей к ним, которых Кировский завод в связи с переходом на выпуск других машин выпускал всё меньше.
Кроме того по одному танку находилось на заводах № 92 и 174. Ещё один, в варианте ИТ-28 — на НИАБТ полигоне в Кубинке. Таким образом, к началу Великой Отечественной войны РККА имела 484 танка Т-28, из которых 37 представляли собой пустые бронекоробки; полностью боеспособны были порядка 250 Т-28 (проблемы с запчастями позволяют пересмотреть эту цифру в сторону уменьшения до приблизительно 200 Т-28). Большинство из них находились в западных военных округах (КОВО, ПОВО, ЛВО, ЗапВО).
Танки Т-28 активно использовались в начале войны, но практически все они потеряны в первые месяцы боёв. Помимо неграмотного использования, нехватки горючего и боеприпасов и дезорганизации частей РККА, основная причина потерь — изношенность большинства танков и практически полное отсутствие запчастей к ним.
Но практика показывала, что при грамотном использовании Т-28 (особенно экранированные Т-28Э) способны эффективно бороться со всеми типами бронетехники противника.
Осенью — зимой 1941 года уцелевшие Т-28 продолжали эпизодически встречаться на фронтах. Генерал Лелюшенко вспоминал, что достал на заброшенном полигоне «16 танков Т-28 без моторов, но с исправными пушками» и использовал их как неподвижные огневые точки на направлении Бородино — Можайск. Как минимум один из этих танков уничтожил не менее четырёх вражеских. Небольшое количество этих танков участвовало в Битве за Москву. К весне 1942 года Т-28 имелись только на Ленинградском фронте. Относительное «долголетие» Т-28 на Ленинградском фронте объясняется, в первую очередь, близостью Кировского завода, на котором всё ещё оставался запас запчастей к ним, а, во-вторых, тем, что в составе частей ФВО находились в основном экранированные танки Т-28Э, представлявшие для немецких танков и противотанковых орудий серьёзную проблему. Т-28 активно использовались в обороне Ленинграда (в том числе и как неподвижные огневые точки). Последнее же их боевое применение в РККА зафиксировано летом 1944 года — в операции по освобождению Карелии.

#### Трофейные Т-28 вФинляндии
Во время Зимней войны финны захватили 2 практически исправных Т-28 (из 20-й тяжёлой танковой бригады), один из них с пушкой Л-10), а в августе 1941 года — ещё 10 (из 107-го отдельного танкового батальона Карельского фронта). Из этих Т-28 семь были отремонтированы и введены в строй. Один из них — с пушкой Л-10, имел советскую экранировку, остальные экранированы финнами. Семёрка Т-28 находилась на вооружении единственной финской танковой бригады, в составе которой участвовала в боевых действиях в Карелии в 1941-1944 годах, в частности, при обороне финнами Выборга. На вооружении финской армии танки Т-28 стояли до 1951 года.